# Catada
Catada é um gênero de traça pertencente à família Arctiidae.